# Будинок Миколи Волковича
Будинок М. М. Волковича або Будинок, в якому народився М. М. Волкович — пам'ятка історії місцевого значення у Городні. Наразі будівля не використовується.

## Історія
Рішенням виконкому Чернігівської обласної ради народних депутатів ОТ31.05.1971 № 286 надано статус «пам'ятник історії місцевого значення» з охоронним № 564 під назвою «Будинок, у якому народився М. М. Волкович (1858—1928 рр.) — український радянський хірург, академік АН». На будинку встановлено інформаційну дошку.

## Опис
Одноповерховий, дерев'яний на цегляному фундаменті, під жерстяним дахом, прямокутний у плані будинок. Збудований у ХІХ столітті у традиціях народної архітектури. Будинок зберігся у споконвічному стані. Горизонтальна лінія карнизу прикрашена різьбленням.
У цьому будинку в сім'ї дрібного чиновника народився та провів дитячі роки Микола Волкович — український радянський хірург, дійсний член АН УРСР. Початкову освіту здобув у Городнянському міському училищі, потім продовжив навчання у Чернігівській класичній гімназії, далі у Київському університеті. Майже щороку приїжджав до Городні на відпочинок.
1971 року на фасаді будинку було встановлено мармурову меморіальну дошку з написом: «У цьому будинку народився відомий український радянський хірург академік Академії наук Української РСР М. М. Волкович 1858—1928 рр.»